# Джуал Кхул
Джуал Кхул, также Джвал Кул, ДК, Тибетец (англ. Djwal Khul, Djwal Kul, Djual Khul, DK, Tibetan) — существо в эзотерических учениях. Является одним из «Учителей вневременной мудрости» в теософии и книгах Алисы Бейли и одним из «Вознесённых владык» в учении вознесённых владык.
Был представлен Е. П. Блаватской как учитель из Великого белого братства. В теософских текстах он описывается как «учитель второго луча», член «духовной иерархии», одних из Махатм, которые считаются духовными наставниками человечества и учителями древних космологических, метафизических, эзотерических принципов, лежащих в основе всех великих ветвей философии, мифологии и духовных традиций.
По мнению теософов Джуал Кхул работает над содействием духовному развитию нашей планеты посредством эзотерического учения, переданного в 24 книгах, написанных Алисой Бейли. В книгах Бейли и других авторов Джуал Кхула также называют Тибетцем или Учителем Д. К. (Master D. K.).

## В теософии и книгах Алисы Бейли
Имя Джуал Кхула впервые появилось в работах Елены Блаватской, соучредителя Теософического общества и автора фундаментального труда «Тайная доктрина». Ч. У. Ледбитер утверждал, что встречался с Джуал Кхулом в Каире вместе с Блаватской, и что он работал вместе с ним в штаб-квартире Теософского общества в Адьяре, Индия. ДК также записан как один из трех основных авторов Писем махатм вместе с учителями Мориа и Кут Хуми.
В 1919 году, как утверждает Алиса Бейли, к ней обратился учитель — тибетец Джуал Кхул. Бейли и ДК на протяжении многих лет посредством телепатических диктовок написали 19 книг. Первая книга, «Посвящение человеческое и солнечное», вначале была встречена теософами благосклонно, однако вскоре заявления А. Бейли о том, что она принимает вневременную мудрость от учителей, встретили оппозицию. Анни Безант — глава теософов, как сообщают, пыталась контролировать «производство» посланий от учителей, и Алиса Бейли с мужем Фостером были исключены из Теософского общества в 1920 году.
В заявлении, опубликованном в августе 1934 года в журнале Алисы Бейли Beacon, было от имени ДК сообщено, что он является «тибетским учеником определённой степени, хотя это мало о чём говорит вам, поскольку все являются учениками, от простого стремящегося до самого Христа и выше. Я живу в физическом теле, подобно другим людям, на границе Тибета и временами (с экзотерической точки зрения) руковожу большой группой тибетских лам, когда это позволяют мои другие обязанности». Ранее, в 1921 году в «Посвящении человеческом и солнечном» Алисы Бейли сообщалось, что учитель Джуал Кхул, или учитель Д. К., как его часто называют, — еще один адепт второго луча, луча любви-мудрости. Он последним из адептов получил посвящение и потому пребывает в том же теле, в каком он получил пятое посвящение в 1875 год. У него немолодое тело, и он — тибетец. Он обладает глубокими знаниями и знает о лучах и планетарных иерархиях солнечной системы больше, чем кто-либо другой из Учителей. Он работает с целителями, сотрудничает, будучи неизвестным и невидимым, с ищущими истины в больших мировых лабораториях, с теми, кто решительно посвятил себя делу исцеления и помощи миру, и с великими мировыми благотворительными движениями, такими как Красный крест".

## Прообраз
К. Пол Джонсон утверждает, что «учителя», о которых писала Е. П. Блаватская и чьи письма представила, в действительности являются идеализациями тех людей, которые были её менторами. Джонсон заявляет, что Джуал Кхул — это Даял Сингх Мэджития (Dayal Singh Majithia), член Сингх Саба, индийского национально-освободительного движения и реформаторского движения сикхов.